# FA Women's National League
FA Women's National League är en damfotbollsliga i England, grundad 1991. Ligan drivs av The Football Association (FA) och utgör den tredje högsta ligan i det engelska ligasystemet för damer, under FA Women's Super League (FA WSL) och FA Women's Championship.
National League består av en övre nivå med två divisioner: National League South och National League North, och en lägre nivå med fyra divisioner: Northern Division One, Midland Division One, Southeast Division One och Southwest Division One.
Ligan hette ursprungligen Women's Premier League. Från och med grundandet 1991/92 till och med 2012/13 var ligan organiserad i pyramidform med National Division högst upp och därunder Northern och Southern Division. National Division var den högsta nivån i engelsk damfotboll till 2011, då FA WSL grundades. Efter säsongen 2012/13 avskaffades National Division eftersom FA WSL till säsongen 2014 skulle få en andra division. Efter att under säsongen 2013/14 bara ha bestått av Northern och Southern Division infördes till säsongen 2014/15 en andra nivå i Premier League bestående av fyra regionala Division Ones. Klubbarna i dessa nya divisioner hämtades från ligorna i Combination Women's Football Leagues. Till samma säsong infördes även en playoff-match på neutral plan mellan segrarna av Northern och Southern Division för att avgöra vilken klubb som skulle få möjlighet att gå upp till FA WSL. Detta var första gången som det kunde ske uppflyttning från Premier League till FA WSL.
Inför säsongen 2018/2019 skedde en omstrukturering av engelsk damfotboll varvid Women's Premier League bytte namn till Women's National League.
Klubbarna i Premier League får delta i FA Women's Cup, motsvarigheten till herrarnas FA-cup. Det finns även en intern cup för Premier League kallad FA Women's Premier League Cup.

## Mästare

### 1991/92–2012/13
| Säsong  | National Division            | Northern Division       | Southern Division      |
| ------- | ---------------------------- | ----------------------- | ---------------------- |
| 1991/92 | Doncaster Rovers Belles*     | Bronte                  | Arsenal                |
| 1992/93 | Arsenal*                     | Aston Villa             | District Line          |
| 1993/94 | Doncaster Rovers Belles* (2) | Wolverhampton Wanderers | Bromley Borough        |
| 1994/95 | Arsenal* (2)                 | Aston Villa             | Maidstone Tigresses    |
| 1995/96 | Croydon*                     | Tranmere Rovers         | Southampton Saints     |
| 1996/97 | Arsenal* (3)                 | Bradford City           | Berkhamsted            |
| 1997/98 | Everton*                     | Ilkeston Town           | Southampton Saints     |
| 1998/99 | Croydon* (2)                 | Aston Villa             | Reading Royals         |
| 1999/00 | Croydon* (3)                 | Sunderland              | Barry Town             |
| 2000/01 | Arsenal* (4)                 | Leeds United            | Brighton & Hove Albion |
| 2001/02 | Arsenal* (5)                 | Birmingham City         | Fulham                 |
| 2002/03 | Fulham*                      | Aston Villa             | Bristol Rovers         |
| 2003/04 | Arsenal* (6)                 | Liverpool               | Bristol City           |
| 2004/05 | Arsenal* (7)                 | Sunderland              | Chelsea                |
| 2005/06 | Arsenal* (8)                 | Blackburn Rovers        | Cardiff City           |
| 2006/07 | Arsenal* (9)                 | Liverpool               | Watford                |
| 2007/08 | Arsenal* (10)                | Nottingham Forest       | Fulham                 |
| 2008/09 | Arsenal* (11)                | Sunderland              | Millwall Lionesses     |
| 2009/10 | Arsenal* (12)                | Liverpool               | Barnet                 |
| 2010/11 | Sunderland                   | Aston Villa             | Charlton Athletic      |
| 2011/12 | Sunderland (2)               | Manchester City         | Portsmouth             |
| 2012/13 | Sunderland (3)               | Sheffield               | Reading                |

* Räknades som engelska ligamästare då National Division var den högsta nivån inom engelsk damfotboll.
Klubbar i fet stil vann dubbeln, det vill säga vann ligan och FA Women's Cup samma säsong (till och med 2009/10).

### 2013/14
| Säsong  | Northern Division | Southern Division |
| ------- | ----------------- | ----------------- |
| 2013/14 | Sheffield         | Coventry City     |

### 2014/15–
| Säsong  | Northern Division    | Southern Division      | Northern Division One | Midland Division One | Southeast Division One | Southwest Division One |
| ------- | -------------------- | ---------------------- | --------------------- | -------------------- | ---------------------- | ---------------------- |
| 2014/15 | Sheffield            | Portsmouth             | Guiseley Vixens       | Loughborough Foxes   | C & K Basildon         | Forest Green Rovers    |
| 2015/16 | Sporting Club Albion | Brighton & Hove Albion | Middlesbrough         | Leicester City       | Crystal Palace         | Swindon Town           |

Klubbar i fet stil vann playoff-matchen mot den andra divisionsmästaren.